# Germano José de Amorim
Germano José de Amorim, conhecido por Germano Amorim (Monção, Mazedo, 7 de Abril de 1880 – Arcos de Valdevez, 12 de Janeiro de 1971), foi um jurista, jornalista e político português.

## Biografia
Filho de Camilo de Amorim e de sua mulher Maria Engrácia de Oliveira.
Casou, no dia 11 de Setembro de 1909, com Joaquina Cândida de Araújo Dias, natural da freguesia de Valadares, Monção, sendo uma das herdeiras da Casa da Amiosa da mesma freguesia do Concelho de Monção. Tiveram como filhos:
- Bento Manuel de Araújo Dias de Amorim (17 de Julho de 1910 - ?), casado com Maria Albertina Fernandes de Araújo, com geração;
- Maria Albertina de Araújo Dias de Amorim Cerqueira (21 de Novembro de 1911 - ?);
- Virgínia Cândida de Araújo Dias de Amorim (11 de Junho de 1915 - ?);
- Maria Júlia de Araújo Dias de Amorim de Sousa (22 de Junho de 1920 - ?).

## Formação académica
Germano Amorim concluiu os seus estudos liceais em Guimarães. Viria a ser fundamental a ajuda do seu irmão, que era padre e residia naquela cidade exercendo lá o seu mister. Licenciou-se em Direito na Faculdade de Direito da Universidade de Coimbra no ano de 1905.

## Actividade profissional
Em 1909 estabelece-se em Arcos de Valdevez tendo inicialmente assumido as funções de Notário no Cartório Notarial de Arcos de Valdevez em 23 de Outubro de 1910. Notabilizou-se no exercício da advocacia como um tribuno de excelência. Germano Amorim era uma pessoa altruísta e com grande sentido de fraternidade para com os mais desfavorecidos. Muitas vezes prestou os seus serviços de causídico pro bonum.

## Actividade política
Foi um destacado líder político em Arcos de Valdevez, principalmente na consolidação da implantação da República nessa vila minhota. Germano Amorim, cria o Centro Republicano Teixeira de Queirós, que seria o primeiro em Arcos de Valdevez, mas que nunca chegaria a ser oficializado, sendo por isso, a 14 de Janeiro de 1912, novamente por iniciativa de Germano Amorim, substituído pelo Centro Republicano Democrático Arcoense e este sim, viria a perdurar. A criação deste Centro tinha como principal fim propagar as ideias democráticas e manifestar a sua oposição ao Administrador então nomeado. De referir que Germano Amorim era membro do Partido Democrático, considerado mais progressista que outras facções republicanas. Pertenciam a este Centro Republicano prestigiosos nomes locais tais como Tomaz Norton de Matos (médico e irmão do General Norton de Matos que mais tarde viria a notabilizar-se na política nacional), António da Silva Dias, Manuel Pimenta, Albano Azevedo Amorim, Alfredo Brito Lima, Américo Esteves, entre muitos outros.
A sua actividade política em Arcos de Valdevez foi uma continuação da actividade já iniciada nos meios intelectuais e revolucionários da época na cidade académica de Coimbra. O contacto com intelectuais e nomes de referência da época, foram-lhe aguçando o gosto pela res publica, não mais tendo deixado de cessar a sua activíssima vida política. Iniciado na maçonaria na Loja Pátria, do Grande Oriente Lusitano, em Coimbra e Carbonário.
Em 1907, foi um dos mais importantes activistas da celebérrima Greve Académica de Coimbra em 1907.
Em 1922 foi eleito deputado da nação pelo círculo eleitoral de Braga nas listas do Partido Democrático, tendo exercido essas funções até ao ano de 1925 entre a 6.ª e 7.ª legislaturas.
Exerceu as funções de Presidente e de Presidente da Comissão Executiva da Câmara Municipal de Arcos de Valdevez. No exercício deste cargo, quando decorria o ano de 1925, num rasgo de risco notável, empenhou o seu prestígio para que a luz eléctrica em Arcos de Valdevez fosse uma realidade de facto.
Foi Provedor da Santa Casa da Misericórdia de Arcos de Valdevez, sendo o responsável pela criação das famosas cédulas, com um valor monetário variável, para serem utilizadas em prol da Santa Casa da Misericórdia de Arcos de Valdevez e da sua benemérita obra.
Os seus debates com a facção distinta presidida por Sousa Guimarães, também conhecido por Dr. Guimarães, viriam a marcar a vida política local para sempre, constituindo alguns desses episódios autênticos actos de inspiração para o exercício dos cargos no poder local. Os dois viriam a compatibilizar-se no futuro contra o Estado Novo, contra Salazar, a 5 de Julho de 1931, através de uma aliança Republicano–Socialista, constituindo-se para tal efeito uma Grande Comissão constituída pelo Dr. Germano, Dr. Guimarães, Dr. Tomaz Norton de Matos, Caetano de Faria Lima, entre outros. Viria a aderir ao Partido Republicano Federal, que congregava as diferentes visões republicanas, principalmente com a união do Partido Democrático e do Partido Liberal Republicano.

## Actividade como jornalista
Foi director de cinco jornais nos quais se incluem: O Avante, Alvorada do Vez, O Vez (também viria ser dirigido por Germano Amorim, José Cândido Gomes e Narciso de Faria Lima); A Trombeta (do qual viriam ainda a ser directores Álvaro de Aguiam e Camilo José de Carvalho); A Voz do Minho (Foram ainda directores José de Sousa Guimarães, Celestino Pinto da Cunha e António Ramos).